# Astollia abbreviata
Astollia abbreviata es una especie de mantis del género Astollia, familia Acanthopidae, fue definida por Stoll en el año 1813. Es sinónimo de Astollia chloris, definido por  Olivier de 1792.